# Раскопки

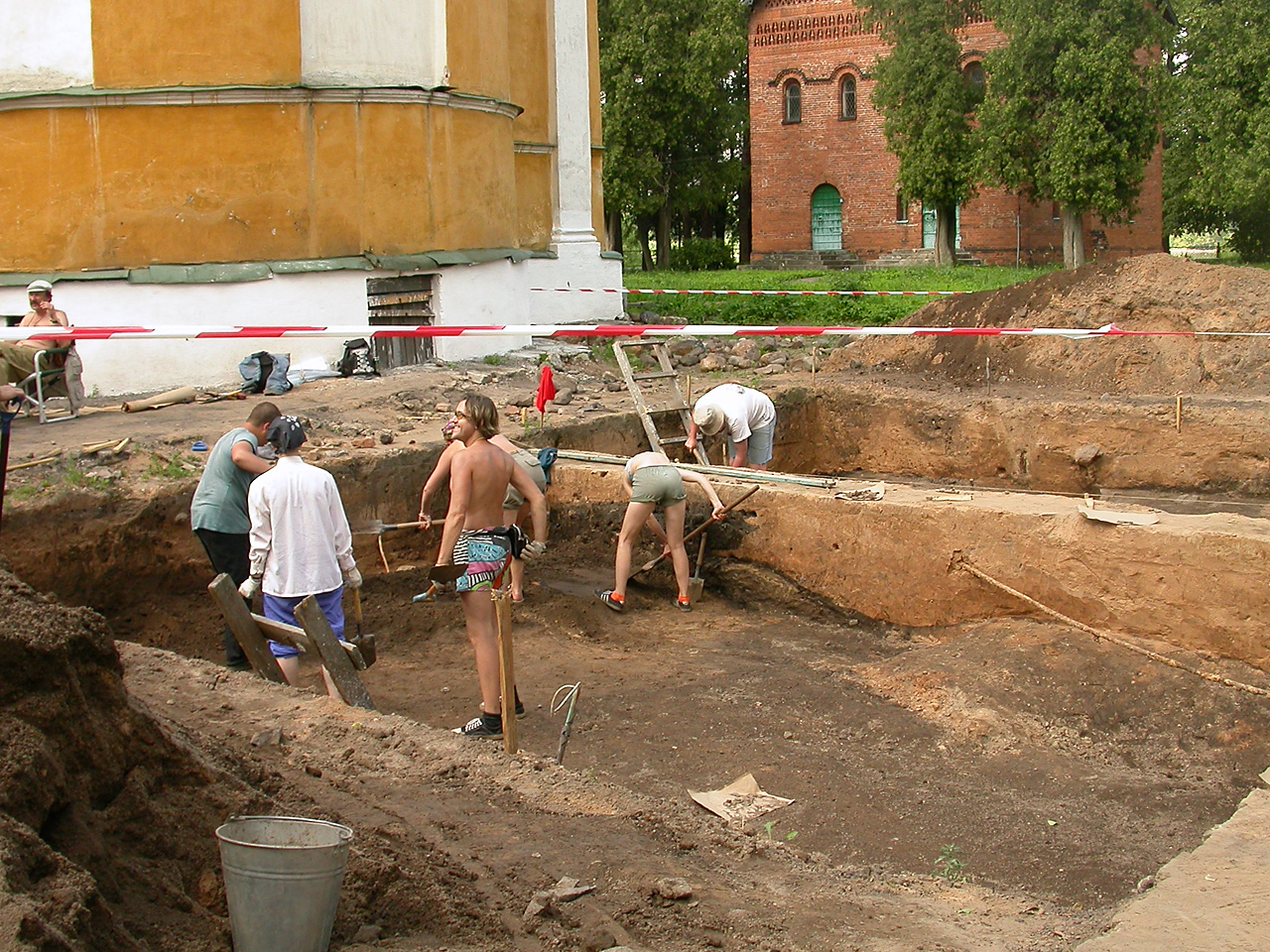
Археологические раскопки на территории кремля в Угличе

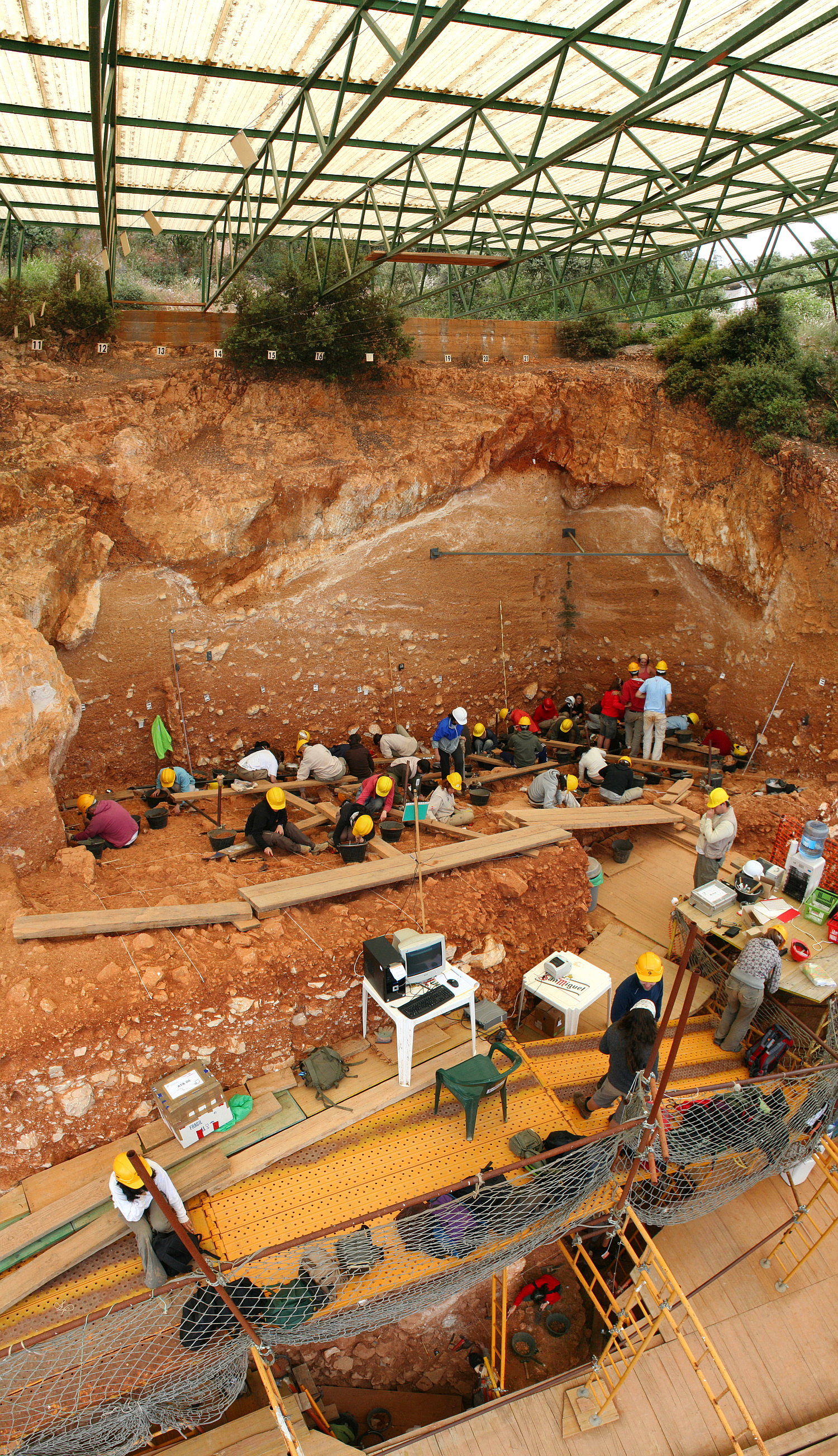
Археологические раскопки в Gran Dolina (Атапуэрка, Испания)

Раскопки — вскрытие пластов земли для изучения находящихся в культурном слое археологических памятников. Систематические раскопки археологических объектов начали производиться в XVIII веке. Раскопки также осуществляются для изучения четвертичной геологии, палеогеографии, палеопочв и других исследований.

## Причины необходимости раскопок
Делать вскрытие земли приходится потому, что земельный покров нарастает, скрывая артефакты. Основными причинами этого нарастания являются:
1. накопление мусора в результате человеческой деятельности;
2. перенос частиц грунта ветром;
3. естественное накопление органических веществ в почве (например, в результате гниения листьев).

## Разрешение на раскопки
Раскопки по своей природе приводят к уничтожению культурного слоя. В отличие от лабораторных экспериментов, процесс раскопок неповторим. Поэтому во многих государствах для производства раскопок требуется особое разрешение.
В РФ разрешения («открытые листы») выдаются Министерством культуры с учётом заключения Института археологии Российской академии наук.
Раскопки без разрешения в Российской Федерации являются административным правонарушением.

## Цель раскопок
Цель раскопок — изучение памятника археологии и реконструкция его роли в историческом процессе. Предпочтительно полное вскрытие культурного слоя на всю его глубину, независимо от интересов конкретного археолога. Однако процесс раскопок очень трудоёмок, поэтому зачастую производят вскрытие лишь части памятника; многие раскопки длятся годами и десятилетиями.
Особым видом раскопок являются так называемые охранные раскопки, которые в соответствии с требованиями законодательства проводят перед строительством зданий и сооружений, так как в противном случае находящиеся на месте строительства археологические памятники могут оказаться безвозвратно утеряны.

## Археологическая разведка
Исследование объекта раскопок начинается неразрушающими методами, в том числе обмерами, фотографированием и описанием.
Иногда в процессе разведки для измерения толщины и направления культурного слоя, а также с целью поиска объекта, известного из письменных источников, делаются «зондажи» (шурфы) или траншеи. Эти методы портят культурный слой и потому их применение ограничено.

## Технология раскопок
Для получения целостной картины жизни в поселении предпочтительно вскрытие одновременно большой сплошной площади. Однако, технические ограничения (наблюдение за разрезами слоя, удаление земли) налагают ограничения на размер раскапываемого участка, так называемого раскопа.
Поверхность раскопа нивелируется с разделением на квадраты (обычно 2х2 метра). Вскрытие ведут пластами (обычно по 20 сантиметров) и поквадратно с применением лопат и иногда ножей. Если на памятнике легко прослеживаются слои, то вскрытие ведётся по слоям, а не по пластам. Также при раскопках построек археологи часто находят одну из стен и постепенно расчищают постройку, следуя за линией стен.
Механизация применяется лишь для удаления грунта, не относящегося к культурному слою, а также для больших курганных насыпей. При обнаружении вещей, погребений или их следов вместо лопат применяются ножи, пинцеты и кисточки. Для сбережения находок из органических веществ используется консервация их прямо в раскопе, обычно с помощью залития гипсом или парафином. Пустоты, оставшиеся в земле от полностью разрушившихся предметов, заливают гипсом, чтобы получить слепок исчезнувшей вещи.
Изучение далёкого прошлого в обязательном порядке сопровождается тщательной фотографической фиксацией всех стадий расчистки археологических остатков. На территории Российской Федерации требования к профессиональным знаниям и навыкам исследователя строго регламентируются «Положением о порядке проведения археологических полевых работ и составления научной отчётной документации». Отчёт непременно должен содержать:
- полное описание исследуемого памятника археологического наследия и его топографический план, изготовленный с применением геодезических инструментов;
- данные о распределении массового материала на вскрытой площадке с приложением статистических таблиц (списков) и рисунков вещей;
- подробную характеристику методики раскопок, а также каждого изученного захоронения, всех выявленных объектов (тризны, жертвенники, кенотафы, подстилки, подсыпки, кострища и прочее) с указанием размеров, глубин, формы, конструктивных деталей и элементов, ориентировки, нивелировочных отметок;
- информацию о специальных анализах, выполненных с привлечением антропологов, биологов, геологов и т. д.;
- разрезы ям и иных углублений с обозначением особенностей их заполнения;
- стратиграфические профили бровок и стенок;

Важнейшее значение придаётся качеству прилагаемых чертежей, которые в последнее время все чаще создаются с применением компьютерных технологий. Следует указать на необходимость и планиграфических наблюдений.